# L'Heptaméron
L’Heptaméron est un recueil inachevé de 72 nouvelles écrites par Marguerite de Navarre. L'ouvrage tire son titre du fait que le récit se déroule sur sept journées, la huitième étant incomplète.

## Histoire du texte
L'œuvre de Marguerite de Navarre (1492-1549), connue par 19 manuscrits dont 9 complets, est publiée de manière posthume par Claude Gruget en 1559 sous le titre Heptaméron des nouvelles de très illustre et très excellente princesse Marguerite de Valois, reine de Navarre, un an après le texte recomposé par Pierre Boaistuau sous le titre Histoire des Amants fortunés.

### Composition
Œuvre de jeunesse commencée en 1516 ou œuvre tardive qui serait postérieure à 1545 ? Les réponses selon les critiques divergent considérablement. Renja Salminen, éditrice du texte, distingue trois couches de rédaction s'étalant de 1545 à 1549 : « Très vraisemblablement, c'est au courant de l'année 1545 que naît à la cour de France l'idée d'un nouveau passe-temps, qui consistait à se raconter des histoires. Antoine Le Maçon  venait d'achever la nouvelle traduction des Cent nouvelles de Boccace, dont la lecture enthousiasma la famille royale ». Un voyage à Cauterets à l'automne 1546 aurait donné l'idée du cadre, avec la crue du Gave.
Le noyau initial des histoires contées par Marguerite elle-même aurait été constitué des nouvelles 23, 26, 27, 22, 31, 32, 33, 34 et 10 (dont plusieurs nouvelles anticléricales violentes). La règle du jeu mise en place, qui donne son principe constitutif au recueil, est de relater des événements récents, survenus réellement : « Le sujet devait être "nouveau" au sens d'encore jamais entendu, et communiqué oralement, la forme littéraire n'étant qu'un enregistrement du récit original fait de vive voix ».
Quant à l'incertitude des dates de composition, Nicole Cazauran montre l’enjeu qui en découle : « On aimerait plus encore savoir si cette œuvre complexe résulte d’une lente élaboration et de multiples reprises au cours de toute une vie, ou si elle fut composée en peu d’années, avec une claire conscience du dessin de l’ensemble ».
Ainsi, la datation de l’Heptaméron est difficile à établir. Bien qu’il existe des traductions du Décaméron de Boccace (qui est le modèle italien pour le texte de Marguerite) en français dès le XVe siècle, Lucien Febvre insiste sur le fait que c'est la traduction d'Antoine Le Maçon de 1540-1542 qui a inspiré Marguerite de Navarre. Les références à des événements réels dans plusieurs des nouvelles nous permettent de préciser leurs dates de rédaction. Par exemple, la soixante-sixième nouvelle, racontée par Ennasuitte, met en scène l'union de la fille de Marguerite, Jeanne d’Albret, avec Antoine de Bourbon, mariage qui eut lieu en 1548. Dans la soixante-septième nouvelle, l’expédition au Canada racontée par Simontaut a un fondement vérifié — l’expédition du capitaine La Roque de Roberval en 1542. Ces deux exemples indiquent que Marguerite de Navarre travaillait sur son livre dans les dernières années de sa vie.

### Édition et titre

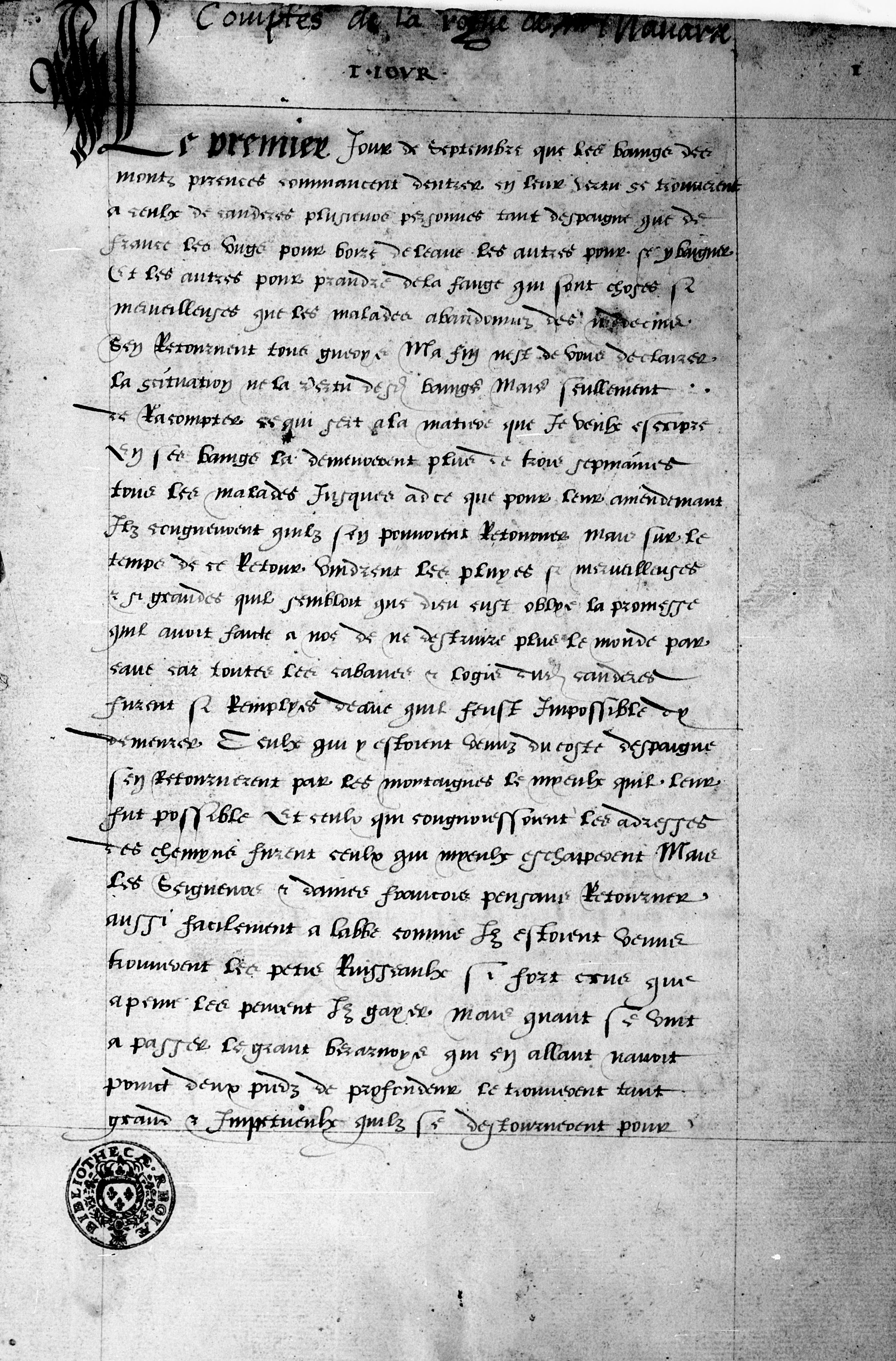
« Comptes de la royne de Navarre », Première page du Manuscrit Français 1511 (BNF) du milieu du XVIe siècle de l'Heptaméron de Marguerite de Navarre (ms. complet)

L’absence de manuscrit autographe et d’édition publiée du vivant de l’autrice rend particulièrement difficile l’établissement précis d’un texte. Doit-on parler d’un Heptaméron des nouvelles comme le propose Claude Gruget, son second éditeur (1559), ou bien se fier aux paroles de Parlamente dans le Prologue, où elle rappelle les Cent nouvelles de Boccace et propose à la compagnie d’atteindre en dix jours la centaine ? Les deux premières éditions de Pierre Boaistuau (1558) et Claude Gruget (1559) sont peu fiables : ajouts, réorganisation, censure de propos jugés trop hardis. Comment est-il possible, dans ce contexte difficile, de se risquer à un examen minutieux de la version originale ? Les éditeurs modernes insistent tous sur la fluidité de l'œuvre et font des choix de textes de référence (manuscrits ou imprimés) différents pour établir leur propre édition.
Un autre débat épineux est celui qu’inspire l’apparition de l’œuvre. En 1559, Jeanne d’Albret, fille de Marguerite, vient à Paris et voit le succès de l’œuvre de sa mère. La préface de Boaistuau parle du recueil comme ouvrage anonyme. Dans la préface, qui est dédiée à Marguerite de Bourbon, son éditeur écrit qu’il avait corrigé le manuscrit. Jeanne est furieuse et embauche tout de suite Claude Gruget pour faire une édition authentique (édition elle-même contestable, on l'a vu). Les liens entre les branches des familles royales et la réception de l’œuvre compliquent ainsi une histoire déjà fort difficile à saisir.

## DécaméronetHeptaméron

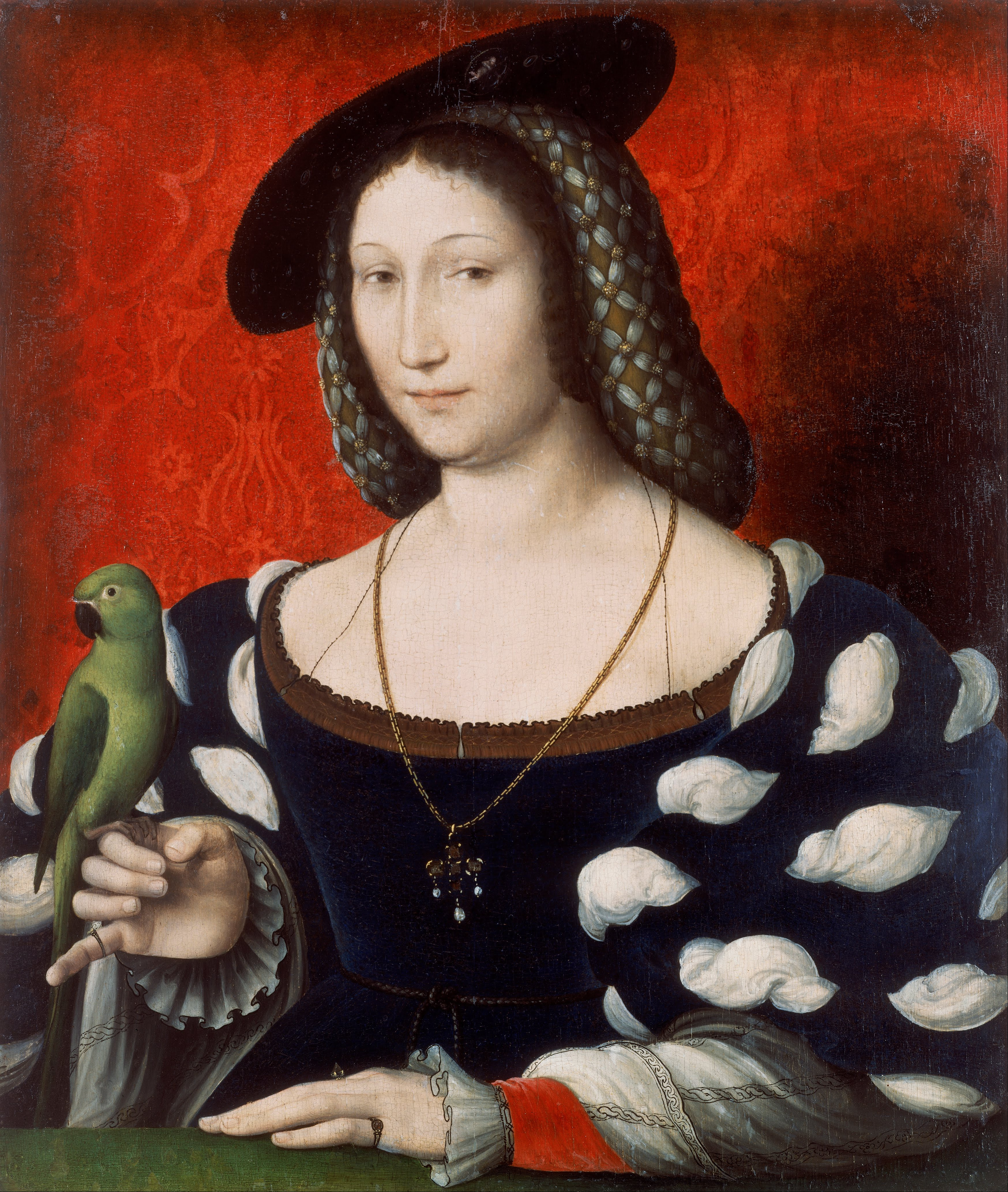
Portrait de Marguerite de Navarre

En ce qui concerne les sources, enfin, les questions restent ouvertes. Les notes de Le Roux de Lincy, souvent reproduites dans les éditions modernes, ont souvent induit les lecteurs en erreur : le modèle des dix journées du Décaméron de Boccace a été remis en question par Pierre Jourda. Marguerite s’inspire autant sinon plus des Cent Nouvelles nouvelles que du Décaméron, et le seul conte où l’emprunt est visible concerne une retranscription de la Châtelaine de Vergy (nouvelle 70).

En revanche, comme dans l’ouvrage de Boccace, les nouvelles s’inscrivent dans un cadre. Dix voyageurs sont réunis dans une abbaye de Cauterets, alors qu’un violent orage a coupé toute communication. Avant de quitter l’abbaye, il faut attendre qu’un pont soit construit, c’est-à-dire dix ou douze jours (L’Heptaméron - Prologue). En cela, le recueil de Marguerite se rapproche des modèles de Boccace et de Philippe de Vigneulles. Puisque la reine mourut avant d’achever son œuvre, le nombre de jours est réduit à sept, ce qui rappelle les sept jours de création dans la tradition judéo-chrétienne. D’un modèle laïque l’on serait passé à un modèle chrétien, voire évangélique. De la même façon, Marguerite mêle aux histoires profanes des leçons tirées de l’évangélisme français. Notamment, Oisille, dans le Prologue, conseille la lecture de la Bible comme un exercice qui empêcherait « l’ennui » de la compagnie : 

« Mes enfans, vous me demandez une chose que je trouve fort difficile, de vous enseigner un passe temps qui vous puisse delivrer de vos ennuyctz; car, aiant chergé le remede toute ma vye, n'en ay jamais trouvé que ung, qui est la lecture des sainctes lettres en laquelle se trouve la vraie et parfaicte joie de l'esprit, dont procede le repos et la santé du corps. »

 Les participants de ces journées commenceront donc chaque jour en écoutant une leçon spirituelle d’Oisille. La forme même du recueil est ainsi décidée par trois des devisants, ce qui relève d’une égalité unique chez les personnages : « La règle du jeu implique l’oubli des hiérarchies et l’affrontement des rivaux à armes égales ». Pour passer le temps, cette société écoute des histoires dans des registres divers. La réussite de cet ouvrage tient au fait qu’il privilégie aussi la conversation, car chaque nouvelle est suivie des commentaires tenus par l’ensemble des auditeurs.

## Les devisants
Parmi les dix devisants qui racontent les nouvelles, se trouvent cinq femmes : Parlamente, Oisille, Longarine, Ennasuitte et Nomerfide, et cinq hommes : Hircan, Geburon, Simontault, Dagoucin et Saffredent.
Dans la composition du groupe, Marguerite se distingue de son modèle, qui met en scène sept femmes et trois hommes dans son Décaméron.
C’est surtout le rôle des devisants qui distingue l’œuvre de Marguerite d’autres recueils de nouvelles français du XVIe siècle, comme l’indique Michel Jeanneret : « Au moment où Marguerite compose sa collection, la formule de l’alternance de récits et de dialogues est loin d’aller de soi. La tendance, en France, va plutôt dans le sens contraire : les Cent nouvelles nouvelles de Philippe de Vigneulles (entre 1505 et 1515), le Parangon de nouvelles honnestes et delectables (1531), le Grand parangon des nouvelles nouvelles de Nicolas de Troyes (1536), de même que les Nouvelles recreations de des Periers (1558) juxtaposent les nouvelles, sans commentaires » .
En fonction de leur personnalité, de leur rang, de leur statut (social, marital…), les devisants commentent les anecdotes, les cas, les histoires qu'ils viennent d'entendre par la voix d'entre eux en se concentrant sur l'intrigue, bien plus que sur la forme littéraire.
L’identité des devisants a fait couler beaucoup d'encre. Certains critiques cherchent à y reconnaître des connaissances de Marguerite. Notamment Lucien Febvre s'appuie sur « le motif sérieux » des anagrammes pour démontrer que Marguerite met en scène ses familiers. Selon ce système, Oisille est Louise de Savoie, la mère de Marguerite ; Hircan représente Henri d’Albret, mari de Marguerite, qui est donc elle-même représentée par la femme d’Hircan, Parlamente ; Longarine désigne Aimée Motier de la Fayette, veuve du seigneur de Longray (d’où Longarine) ; Simontault représente François de Bourdeilles, seigneur de Montauris (d’où Simontault) ; sa femme est donc la représentation narrative d'Anne de Vivonne, femme de Montauris ; Nomerfide désigne Françoise de Fiedmarcon, et son mari le mari de Nomerfide, Saffredent ; Géburon pourrait représenter Monsieur de Buyre (de Buyre l’on passe à Yebur et ensuite à Gebur (on) ) ; enfin, Dagoucin désigne Nicolas Dangus, dont « l’anagramme en tout cas semble clair : Nic. Dangu donne Dangucin ». Dans ce système, seule l’identité de Parlamente et d’Oisille comme représentantes de Marguerite de Navarre et de Louise de Savoie est assez convaincante pour être reconnue par la plupart des critiques.

## Analyse
Nicolas Le Cadet décrit la principale ambiguïté de L’Heptaméron qui procède du fait que deux lectures en apparence contradictoires restent possibles : soit l’œuvre est fondamentalement polyphonique, soit la dimension évangélique dépasse cet aspect. Lou-Andréa Piana montre par son analyse  du texte de quelle manière la complexité des dix conteurs-devisants participe à cette ambiguïté.
Les nouvelles traitent de « cas » mémorables, le terme étant applicable à tout accident digne d'être retenu, « que ce soit une galante aventure de François Ier (nouvelle 25) ou le tragique d'un double inceste (nouvelle 30) ».
L’amour est le sujet principal.
Il serait réducteur de s'en tenir aux histoires de personnages infidèles ou lubriques racontés par les devisants, aux histoires d'amour charnel, de tromperie et de malice qui ont pu étonner de la part d'une princesse et d'une femme de foi. La Croix du Maine, dans le deuxième tome de ses Bibliothèques françoises, déclare qu’il n’arrive pas à croire que la reine de Navarre ait pu écrire des histoires si licencieuses : « Je ne sais si la dite Princesse a composé ledit Livre, d’autant qu’il est plein de propos assez hardis, & de mots chatouilleux ».
Parmi les histoires grivoises, celles qui impliquent des moines et des prêtres débauchés — avec une présence quasi-obsessionnelle des cordeliers (franciscains) — témoignent non seulement de l’anticléricalisme médiéval et d'un contexte historique précis, mais également de la pensée évangélique de Marguerite, de l'influence de Guillaume Briçonnet notamment.
Si Marguerite partage avec Boccace et Philipe de Vigneulles cette condamnation des abus au sein de l’Église, du mal agir, mais aussi du mal croire (voir, par exemple, la cinquième nouvelle, dans laquelle est raconté le sort de deux cordeliers qui voulaient violer une jeune batelière, avec une allusion à la métaphore de l’Église comme barque du salut), elle est novatrice dans l’inclusion du célèbre débat sur le parfait amant.
Selon Philippe de Lajarte, c’est surtout la dix-neuvième nouvelle (Histoire de Poline et de son ami) qui met en scène « la dialectique du parfait amour » (343) : 

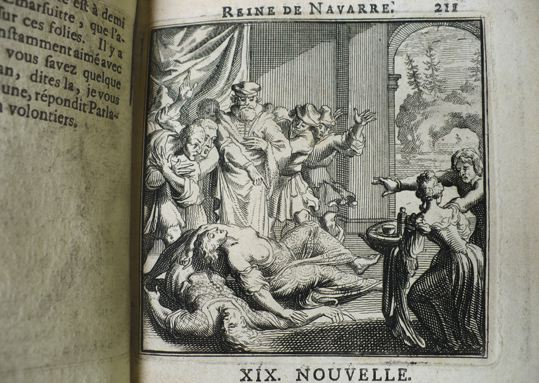
Poline et son amant évanouis: nouvelle 19 (éd. 1698, de Hoogue graveur, Bibliothèque municipale de Versailles)

« J'appelle parfaits amans, luy respondit Parlamente, ceux qui cerchent, en ce qu'ils aiment, quelque perfection, soit beauté, bonté ou bonne grace ; toujours tendant à la vertu, et qui ont le cueur si hault et si honneste, qu'ilz ne veullent, pour mourir, mettre leur fin aux choses basses que l'honneur et la conscience repreuvent; car l'ame, qui n'est créée que pour retourner à son souverain bien, ne faict, tant qu'elle est dedans ce corps, que desirer d'y parvenir » (Parlamente dans la nouvelle 19). L'Heptaméron - La deuxiesme journée
Les nouvelles 16, 18, 21, 40, 42 (entre autres) sont éloquentes à cet égard. Des portraits de femmes d'une grande dignité ressortent dans ces histoires mettant en débat la question du vrai amour et soulevant la question du mariage sous son aspect intime (accord entre deux cœurs dans le mariage clandestin) et social (alliance de deux maisons). Ces portraits concernent en premier lieu des dames comme Rolandine (Anne de Rohan) en proie à l'autorité de la reine (Anne de Bretagne) et de son père (nouvelle 21) ou comme sa tante Catherine en proie à l'autorité et à la colère de son frère (nouvelle 40), mais aussi des bourgeoises comme Françoise qui repousse les avances d'un prince (nouvelle 42 - allusion à François d'Angoulême jeune homme).
Le débat du parfait amant est abordé ailleurs dans l’œuvre de Marguerite de Navarre, notamment dans sa dernière pièce de théâtre, « La comédie du parfait amant», qui fut achevée vers la toute fin de la vie de la reine. Dans cette pièce, « [l]a fermeté constante n’est que l’exigence élémentaire de l’amour véritable : il exige bien plus, une dévotion totale à l’objet aimé, qui fait que l’amant s’oublie tout en lui. Thème platonicien s'il en est : la reine restait fidèle à la philosophie qu’elle avait si puissamment contribué à acclimater en France dans la rhétorique d’amour. Elle n’avait pas oublié les idées et la phraséologie qui étaient naguère de mode, vers 1542, au temps de la querelle de la Parfaite Amie ». L’Heptaméron, que Marguerite continua jusqu’à la fin de sa vie, témoignerait de la continuité de ce courant platonicien en France. Dans les paroles de Parlamente, Philippe de Lajarte voit un rapport avec la doctrine néo-platonicienne de Marsile Ficin. En effet, en 1546, ce fut un valet de chambre de Marguerite de Navarre, Symon Silvius, alias Jean de La Haye, qui traduisit le commentaire de Ficin sur le Banquet de Platon. Marguerite de Navarre traite à sa façon le problème contemporain de l'eros homme-homme en essayant de rendre l'amour homme-homme moins visible que l'amour femme-femme .
Entre les narrateurs masculins exposant les tours que font les femmes (nouvelles 30, 35) et les narratrices accusant les hommes de déloyauté, il est difficile de dégager exactement la pensée de l’auteur. Néanmoins, quelques thèmes semblent ressortir. Dans les débats entre les devisants, Oisille et Parlamente prennent souvent la parole pour faire une défense des femmes. Parlamente et Oisille sont également celles qui témoignent le plus de l’esprit évangélique. À plusieurs reprises, elles corrigent les mauvaises interprétations des évangiles énoncées par les autres devisants.
Ainsi, on a pu parler de féminisme, de néo-platonisme, d’évangélisme. Ces dimensions existent, mais la polyphonie semble rendre difficile l’appréciation. Michel Jeanneret a écrit : « L’indécidabilité ne tient pas seulement à la diversité des devisants, elle est aussi inscrite dans la multiplicité des faits, l’immense variété des phénomènes. Une histoire ne convainc pas ? On en raconte une autre, puis une autre, et qui chacune illustre une vérité différente, si bien qu’au lieu de se compléter, les nouvelles divergent ou se contredisent. On interroge inlassablement l’amour, on tourne autour du même objet, afin de construire une vision globale, mais aucune vue cohérente ne se dégage ; les constantes sur lesquelles on comptait pour établir des lois font défaut. L’événement particulier qui devait trouver sa place dans un ordre apparaît finalement irréductible, ni typique ni imitable ; il tombe en dehors des catégories épistémologiques et morales : il est extra-ordinaire ».

## Postérité
Tout en renouvelant le genre de la nouvelle d'origine bourguignonne et italienne, l'œuvre contient des ferments de l'« histoire tragique » telle qu'elle va se développer dans la seconde moitié du XVIe siècle à partir d'un héritage italien (Bandello). Des composantes dramatiques (événements violents et cruels, assassinats, viols) comme dans les nouvelles 40 ou 51, des personnages déviants comme dans la nouvelle 30 (récit d'un double inceste) se retrouveront dans les nouvelles de Belleforest ou de François de Rosset (Les Histoires mémorables et tragiques de ce temps, 1619), elles-mêmes profondément marquées par les guerres civiles françaises (guerres de religion).

## Adaptation théâtrale
En 2020, une œuvre théâtrale d'après L'Heptaméron, est mise en scène par Benjamin Lazar, sous la direction et la création musicale de Geoffroy Jourdain, avec la participation de l'ensemble Les Cris de Paris.

### Bibliographie

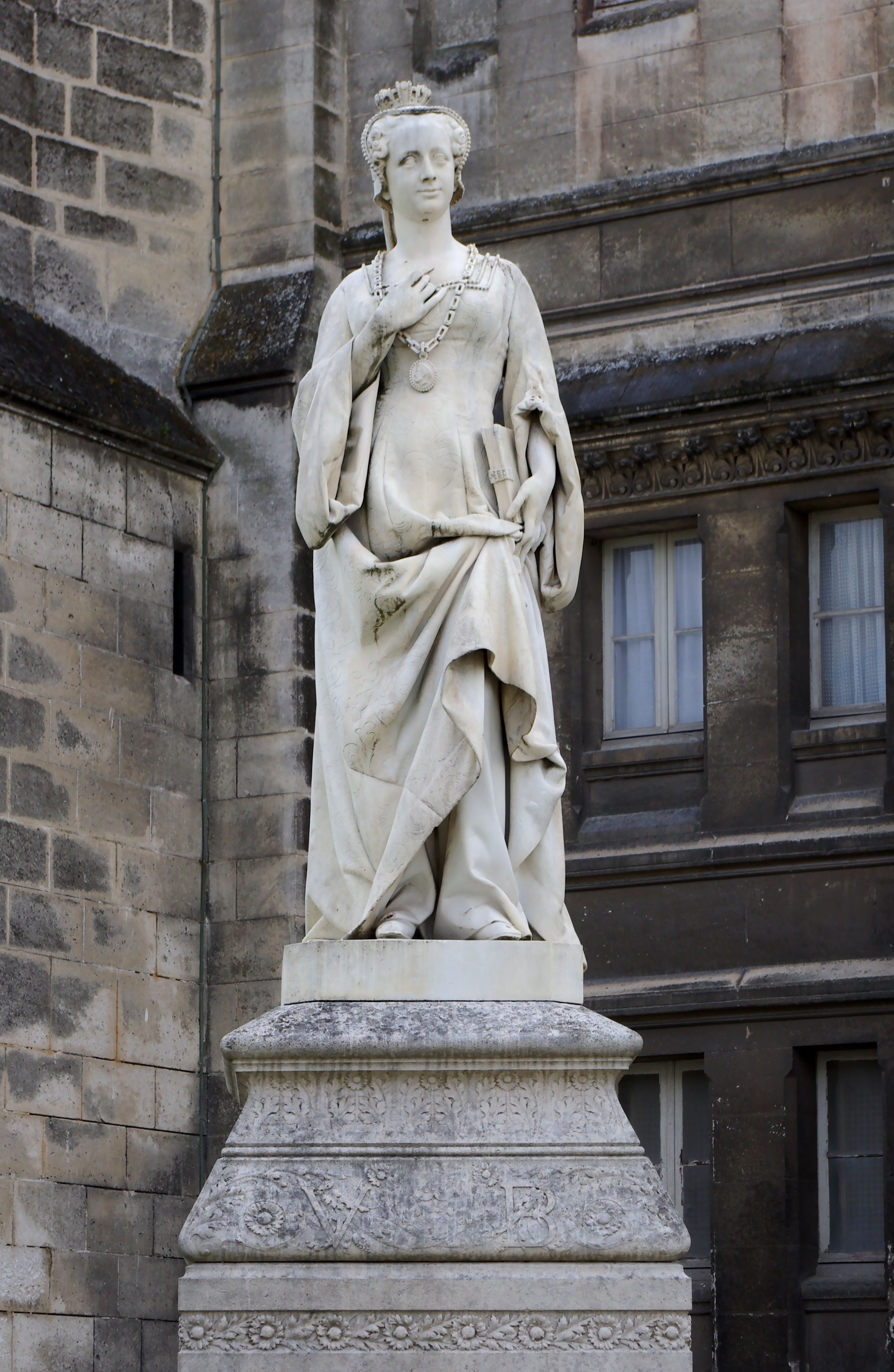
Statue de Marguerite d'Angoulême, jardins de l'hôtel de ville d'Angoulême

#### Éditions modernes de l'Heptaméronet autres œuvres de Marguerite de Navarre
- Marguerite de Navarre, L'Heptaméron. Éditeur Renja Salminen. Genève: Droz, TLF, 1999 (texte fondé sur: BnF Ms.Français 2155).
- Marguerite de Navarre, L'Heptaméron. Éditeur Simone de Reyff. Paris : Flammarion, 1982.
- Marguerite de Navarre. L'Heptaméron. Éditeur Gisèle Mathieu-Castellani. Paris : Le Livre de Poche, classiques de poche, 1999 (texte fondé sur: BnF Ms.Français 1512 selon la transcription de Michel François avec corrections).
- Marguerite de Navarre. L'Heptaméron. Éditeur Yves Le Hir, Paris: PUF, 1967 (texte fondé sur: BnF Ms.Français 1524).
- Marguerite de Navarre, Théâtre profane. Éditeur V. L. Saulnier. Genève : Droz, 1960.
- Marguerite de Navarre, L'Heptaméron, Edition de Baniyan, Boulouris, ill. J. Gradassi, 1970.
- Briçonnet et Marguerite d'Angoulême, Correspondance (1521-1524), éd. Christine Martineau et Michel Veissière, THR 141 et 173, Genève: Droz, 1975 et 1979.

#### Œuvres en rapport
- Baldassare Castiglione, Le Livre du Courtisan, Paris, GF-Flammarion, 1991.

#### Outils
- Guy Demerson et G. Proust, Index de l'Heptaméron, Clermont-Ferrand: PUBP, 2005.

#### Généralités, contexte (Histoire duXVIesiècleet Histoire littéraire)
- Patricia Eichel-Lojkine, Contes en réseaux. L'émergence du conte sur la scène littéraire européenne, Genève: Droz, 2013, p. 123-130.
- Jean Frappier,  Du Moyen Âge à la Renaissance, Paris, Champion, 1976.
- Arlette Jouanna, Philippe Hamon, Dominique Biloghi et Guy le Thiec, La France de la Renaissance : Histoire et dictionnaire, Paris : Éditions Robert Laffont, 2001.
- Michel Simonin (éd.), Dictionnaire des lettres françaises. Le XVIe siècle: s.v. "Marguerite de Navarre", Paris: Le Livre de Poche, La pochothèque, 2001 (1re éd. 1951).
- Thierry Wanegfellen, Une difficile fidélité: Catholiques malgré le concile de Trente en France, Paris: PUF, 1999.

#### Études critiques
- Félix R. Atance, Les Religieux de l’Heptaméron : Marguerite de Navarre et les novateurs, Archiv für Reformationsgeschichte, LXV, 1974.
- Robert Aulotte, Sur les devisants de l’Heptaméron, Cahiers UER Froissart, no 3, octobre 1978.
- Marcel Bataillon, Autour de l’Heptaméron ; à propos du livre de Lucien Febvre, La Nouvelle Française à la Renaissance, Genève-Paris: Slatkine, 1981.
- Michel Bideaux, L’Heptaméron de Marguerite de Navarre ; De l’enquête au débat, Mont-de-Marsan: Éditions Interuniversitaires, 19
  - Mawy Bouchard, « Sur les fictions ‘trop en corps’. Marguerite de Navarre et les illusions de l’écriture profane », Réforme Humanisme Renaissance (RHR), n°77, Fable/Figure: récit, fictionn allégorisation à la Renaissance, Saint Etienne, PUSE, 2013
- Nicole Cazauran, L’Heptaméron de Marguerite de Navarre, Paris, SEDES-CDU, 1976.
- Nicole Cazauran, Les Devisants de l’Heptaméron et leurs nouvelles, R.H.L.F., octobre 1996.
- Nicole Cazauran, L’Heptaméron et les origines du roman moderne, Information Littéraire, I, 1983.
- Nicole Cazauran, "Marguerite de Navarre et le vocabulaire de l'ignorance" (colloque Agen 1986, éd. 1990), repris dans Variétés pour Marguerite de Navarre 1978-2004, Autour de l'Heptaméron, Paris: Champion, 2005, p. 31-56.
- François Cornilliat, "Pas de miracle: La Vierge et Marguerite dans L'Heptaméron", in Etudes littéraires, 27, 1994, p. 77-96.
- Betty J. Davis, The Storytellers in Marguerite de Navarre’s Heptaméron, French Forum Monographs IX, Lexington, 1978.
- Jean Dagens, Le Miroir des simples âmes et Marguerite de Navarre, Paris: PUF, 1963.
- Gérard Defaux, "Marguerite de Navarre et la guerre des sexes: Heptaméron, première journée", in French Forum, vol. 24 (1999), p. 133-161.
- Lucien Febvre, Autour de l’Heptaméron. Amour sacré, amour profane, Paris: Gallimard, 1944, 2° éd. 1971 (lire en ligne).
- Dominique Bertrand (éd.), Lire l'Heptaméron de Marguerite de Navarre, Clermont-Ferrand: PUBP, 2005.
- Gary Ferguson, "Mal de vivre, mal de croire: l'anticléricalisme dans l'Heptaméron", Seizième Siècle, 2010, p. 151-163 (lire en ligne)
- Gary Ferguson, "Péchés capitaux et 'vices italiens': l'avarice et ses complices dans l'Heptémaron de Marguerite de Navarre", Seizième Siècle, 2008, n°4, p. 73-87.
- Gary Ferguson & Mary McKinley, A Companion to Marguerite de Navarre, Oxford: Oxford UP, 2013.
- Marie-Madeleine Fontaine, L’Espace fictif dans l’Heptaméron..., Motifs et Figures, Paris: PUF, 1974.
- Isabelle Garnier-Mathez, L'épithète et la connivence…, Genève: Droz, 2005.
- Krystina Kasprzyk, La Matière traditionnelle et sa fonction dans l’Heptaméron, Mélanges offerts à M. Brahmer, Warszawa, 1967.
- Krystina Kasprzyk, L’Amour dans l’Heptaméron. De l’idéal à la réalité, Mélanges offerts à R.Lebègue, Paris: Nizet, 1969
- Kasimierz Kupisz, Autour de la technique de l’Heptaméron, La Nouvelle Française à la Renaissance, Genève-Paris: Slatkine, 1981.
- Michel Jeanneret, Le Défi des signes, Orléans : Paradigme, 1994.
- Philippe de Lajarte, L'Heptaméron et la naissance du récit moderne. Essai de lecture épistémologique d'un récit narratif, In: Littérature, N°17, 1975. Les jeux de la métaphore. pp. 31-42 (Lire en ligne).
- Philippe de Lajarte, « L’Heptaméron et le ficinisme : Rapports d’un texte et d’une idéologie, » Revue des sciences humaines, juillet-septembre 1972, 339-371.
- Philippe de Lajarte, "Christianisme et liberté de conscience dans les Nouvelles de Marguerite de Navarre", in La liberté de conscience (XVIe – XVIIe siècle), Genève: Droz, 1991.
- Philippe de Lajarte, "La Sémantique du vêtement et les Jeux du mensonge et de la vérité dans l’Heptaméron", Voir l'habit, dir. Pascale Mounier et Danièle Deport, Berne: Peter Lang, 2015.
- Ullrich Langer, "L'avarice dans l'éthique (plaisir, liberté, prudence)", Seizième Siècle, 2008, n°4, p. 64-72 (porte partiellement sur M. de Navarre)
- Christine Martineau-Genieys (éd.), Etudes sur l'Heptaméron, Nice: U. Nice Sophia Antipolis, 1996.
- Gisèle Mathieu-Castellani, La conversation conteuse. Les nouvelles de Marguerite de Navarre, Paris : PUF écrivains, 1992.
- Daniel Ménager, La Renaissance et le détachement, Paris: Garnier classiques, 2011.
- Nicolas Le Cadet, L'Évangélisme fictionnel. Les Livres rabelaisiens, le Cymbalum Mundi, L'Heptaméron (1532-1552), Paris: Garnier classiques, 2011.
- Nicolas Le Cadet, "Le cuyder dans l'œuvre de Marguerite de Navarre", Seizième Siècle, 7, 2011, p. 139-157.
- Todd W. Reeser, "Fracturing the Male Androgyne in the Heptaméron'", in Romance Quarterly, 2004, 51, 1, p. 15-28.
- Todd W. Reeser, "The Assumption and Reorganization of Sex in the Prologue to the Heptaméron'", Women in French Studies, 2002, 10, 1, p. 127-143.
- Todd W. Reeser, Setting Plato Straight: Translating Ancient Sexuality in the Renaissance, University of Chicago Press, 2016.
- Nancy Lyman Roelker, Queen of Navarre: Jeanne d’Albret 1528-1572. Cambridge: Harvard UP, 1968.
- Josiane Rieu, "L'Heptaméron ou la médiation narrative", in Loxias, 2006 (lire en ligne)
- Tiphaine Rolland et Romain Weber, Ventre d’un petit poisson, rions ! Liminaires des recueils plaisants (XVe-XVIIe s.), Reims, Éditions et Presses Universitaires de Reims, coll. Héritages critiques, 2022, p.197-219.
- Paula Sommers, "Feminine Authority in the Heptaméron: A Reading of Oisille", in Modern Language Studies, 13, 1983, p. 52-59.
- Marcel Tetel, L’Heptaméron de Marguerite de Navarre : Thèmes, langage et structure. trad. fr. Paris : Klinkcksieck, 1991 [Durham, 1973].
- Carol Thysell, The Pleasure of Discernment: Marguerite de Navarre as Theologian, Oxford: Oxford UP, 2000.
- Marie-Claire Thomine-Bichard & Véronique Montagne, Marguerite de Navarre, L'Heptaméron, Neuilly : Atlande, novembre 2005.
- André Tournon, Michel Bideaux, Hélène Moreau, Histoire de la littérature française du XVIe siècle, Paris: Nathan, 1991, p. 83-86.
- Nora Viet, « Caméron, Décaméron, Heptaméron : la genèse de l’Heptaméron au miroir des traductions françaises de Boccace », Seizième Siècle, no 8, 2012, p. 287-302.
- Lydia Bauer, « Discours politique et humaniste : L’Empire du mensonge d’Aminata Sow Fall et l’Heptaméron de Marguerite de Navarre », dans Margareta Kastberg Sjöblom, Alpha Barry et Andrée Chauvin-Vileno (dir.), Nouvelles voix/voies des discours politiques en Afrique francophone, vol. 1, Besançon, Presses universitaires de Franche-Comté, 2024 (ISBN 978-2-84867-989-1, DOI 10.4000/books.pufc.53066, lire en ligne), p. 111-122.